# Fort Mohave (Arizona)
Fort Mohave est une census-designated place du comté de Mohave, dans l'État de l'Arizona, aux États-Unis. En 2020, elle compte une population de 16 190 habitants.